# Lee Johnson (basket-ball)
Pour les articles homonymes, voir Lee Johnson.
Lee Johnson, né le 16 juin 1957 à Plumerville, en Arkansas, est un joueur américain de basket-ball, évoluant aux postes d'ailier fort et de pivot.

## Palmarès
- Coupe Korać 1980
- Champion CBA 1981
- Champion d'Israël 1985, 1986, 1987
- Coupe d'Israël 1985, 1986, 1987
- Champion de France 1991
- Rookie de l'année CBA 1981
- MVP des playoffs CBA 1981
- All-CBA First Team 1981
- Meilleur intercepeur CBA 1981